# Malînivka, Litîn
Malînivka (în ucraineană Малинівка) este localitatea de reședință a comunei Malînivka din raionul Litîn, regiunea Vinnița, Ucraina.

## Demografie
Componența lingvistică a localității Malînivka
     Ucraineană (99,15%)
     Alte limbi (0,85%)
Conform recensământului din 2001, majoritatea populației localității Malînivka era vorbitoare de ucraineană (99,15%), existând în minoritate și vorbitori de alte limbi.